# Medronho
Az aguardente de medronho (gyakran egyszerűen medronho vagy medronheira) egy erős portugál gyümölcspárlat, melyet a nyugati szamócafa erjesztett gyümölcseiből készítenek. A nyugati szamócafák vadon nőnek Portugália vidéki régióiban, mint például Alentejo és Algarve vidékein. 
Ültetvényes termesztése nem is létezik Portugáliában a nyugati szamócafáknak, ezért inkább csak helyi mezőgazdasági dolgozók gyűjtik és egyénileg készítik el. Ebből kifolyólag nem is igazán lehet a nagyobb áruházláncok polcain találkozni az aguardente de medronhos-szal, ezért elsősorban közvetlenül az ezzel foglalkozó gazdáktól lehet beszerezni. Csak nagyon kevés gazdának van szeszfőzési joga, ugyanakkor a hatóságok tiszteletben tartják a Medronho készítőit, mivel életben tartanak egy régi portugál hagyományos alkoholkészítési módszert.
Az ital kereskedelmi forgalomban kapható változatait elsősorban az algarvei és a buçacói medronheira képviselik (Medronheira do Algarve és Medronheira do Buçaco), melyek európai uniós eredetvédelem alatt állnak. Medronheirából készül a Brandymel márkanéven forgalmazott likőr is, melynek készítésekor a párlatot gyógynövényekkel és mézzel ízesítik, majd 27% alkoholtartalommal palackozzák.
Az aguardente de medronhos igen közkedvelt a hétköznapi emberek körében, mint amilyenek a halászok, vagy a gazdálkodók és gyakran fogyasztják reggeli mellé, hogy beindítsa az emésztést.
A külföldiek számára Firewater azaz tüzesvíz néven is ismert az Aguardente de Medronhos, mivel torokba való leérkezése közben és utána forró érzetet kelt a torokban.
Alkoholtartalma változó, bár számos Medronho palackján 48%-os alkoholfok van feltüntetve.

## Fordítás
Ez a szócikk részben vagy egészben  a   Medronho című angol Wikipédia-szócikk ezen változatának fordításán alapul.  Az eredeti cikk szerkesztőit annak laptörténete sorolja fel. Ez a jelzés csupán a megfogalmazás eredetét és a szerzői jogokat jelzi, nem szolgál a cikkben szereplő információk forrásmegjelöléseként.